# Hypsicera globosa
Hypsicera globosa är en stekelart som beskrevs av Chiu 1962. Hypsicera globosa ingår i släktet Hypsicera och familjen brokparasitsteklar. Inga underarter finns listade i Catalogue of Life.